# Tour de Toscane
Le Tour de Toscane (en italien : Giro della Toscana) est une course cycliste italienne disputée dans la province d'Arezzo en Toscane. Il a été créé en 1923. Il fait partie de l'UCI Europe Tour, en catégorie 1.1.
Les éditions 1933 et 1934 furent des courses par étapes. Le Tour de Toscane désigna le champion d'Italie en 1946, 1967 et 1986.
Le départ est situé à Sansepolcro, l'arrivée à Arezzo.

## Palmarès
| Année   | Vainqueur                | Deuxième                 | Troisième                |
| ------- | ------------------------ | ------------------------ | ------------------------ |
| 1923    | Costante Girardengo      | Federico Gay             | Giovanni Brunero         |
| 1924    | Costante Girardengo      | Pietro Linari            | Michele Gordini          |
| 1925    | Nello Ciaccheri          | Marco Giuntelli          | Giovanni Del Taglio      |
| 1926    | Alfredo Binda            | Costante Girardengo      | Domenico Piemontesi      |
| 1927    | Alfredo Binda            | Domenico Piemontesi      | Giovanni Brunero         |
| 1928    | Alessandro Catalani      | Colombo Neri             | Mario Pomposi            |
| 1929    | Leonida Frascarelli      | Siro Magagnini           | Marco Giuntelli          |
| 1930    | Pio Caimmi               | Alfredo Binda            | Luigi Marchisio          |
| 1931    | non-disputé              | non-disputé              | non-disputé              |
| 1932    | Learco Guerra            | Luigi Giacobbe           | Alfredo Binda            |
| 1933    | Tamberi                  | Del Cancia               | Andretta                 |
| 1934    | Renato Scorticati        | Ruggero Balli            | Agostino Bellandi        |
| 1934    | Mario Cipriani           | Giuseppe Martano         | Adriano Vignoli          |
| 1935    | Mario Cipriani           | Giuseppe Martano         | Giuseppe Olmo            |
| 1936    | Giovanni Cazzulani       | Mario Cipriani           | Giovanni Gotti           |
| 1937    | Olimpio Bizzi            | Glauco Servadei          | Giovanni Valetti         |
| 1938    | Mario Vicini             | Learco Guerra            | Ruggero Balli            |
| 1939    | Gino Bartali             | Mario Vicini             | Olimpio Bizzi            |
| 1940    | Gino Bartali             | Mario Vicini             | Sebastiano Torchio       |
| 1941    | Fausto Coppi             | Gino Bartali             | Gino Fondi               |
| 1942    | Vito Ortelli             | Gino Bartali             | Glauco Servadei          |
| 1943    | Olimpio Bizzi            | Glauco Servadei          | Gino Bartali             |
| 1944-45 | non-disputé              | non-disputé              | non-disputé              |
| 1946    | Aldo Ronconi             | Gino Bartali             | Vito Ortelli             |
| 1947    | Bruno Pasquini           | Nedo Logli               | Alfredo Martini          |
| 1948    | Gino Bartali             | Luciano Maggini          | Sergio Maggini           |
| 1949    | Fiorenzo Magni           | Danilo Barozzi           | Leo Castellucci          |
| 1950    | Gino Bartali             | Primo Volpi              | Giulio Bresci            |
| 1951    | Loretto Petrucci         | Giuseppe Minardi         | Franco Giacchero         |
| 1952    | Rinaldo Moresco          | Franco Giacchero         | Angelo Conterno          |
| 1953    | Gino Bartali             | Elio Brasola             | Giovanni Pettinati       |
| 1954    | Fiorenzo Magni           | Armando Barducci         | Pasquale Fornara         |
| 1955    | Arrigo Padovan           | Franco Aureggi           | Tranquillo Scudellaro    |
| 1956    | Nello Fabbri             | Cleto Maule              | Guido De Santi           |
| 1957    | Alfredo Sabbadin         | Emilio Bottecchia        | Giorgio Albani           |
| 1958    | Willy Vannitsen          | Guido Carlesi            | Giorgio Albani           |
| 1959    | Adriano Zamboni          | Angelo Conterno          | Guido Boni               |
| 1960    | Nino Defilippis          | Adriano Zamboni          | Guido Carlesi            |
| 1961    | Marino Fontana           | Adriano Zamboni          | Rino Benedetti           |
| 1962    | Guido Carlesi            | Diego Ronchini           | Dino Liviero             |
| 1963    | Vito Taccone             | Vittorio Adorni          | Imerio Massignan         |
| 1964    | Giorgio Zancanaro        | Roberto Poggiali         | Aldo Moser               |
| 1965    | Luciano Sambi            | Imerio Massignan         | Renzo Baldan             |
| 1966    | Rudi Altig               | Dino Zandegù             | Felice Gimondi           |
| 1967    | Franco Balmamion         | Michele Dancelli         | Vittorio Adorni          |
| 1968    | Franco Bitossi           | Adriano Durante          | Marino Basso             |
| 1969    | Giorgio Favaro           | Ernesto Jotti            | Attilio Rota             |
| 1970    | Gianfranco Bianchin      | Ernesto Jotti            | Romano Tumellero         |
| 1971    | Giancarlo Polidori       | Antoon Houbrechts        | Arturo Pecchielan        |
| 1972    | Josef Fuchs              | Georges Pintens          | Giuseppe Perletto        |
| 1973    | Roger De Vlaeminck       | Roberto Poggiali         | Fabrizio Fabbri          |
| 1974    | Francesco Moser          | Franco Bitossi           | Sigfrido Fontanelli      |
| 1975    | Constantino Conti        | Franco Bitossi           | Roger De Vlaeminck       |
| 1976    | Francesco Moser          | Walter Riccomi           | Pierino Gavazzi          |
| 1977    | Francesco Moser          | Roger De Vlaeminck       | Alfio Vandi              |
| 1978    | Giuseppe Perletto        | Pierino Gavazzi          | Giuseppe Martinelli      |
| 1979    | Mario Noris              | Giuseppe Fatato          | Renato Laghi             |
| 1980    | Nazzareno Berto          | Giuseppe Saronni         | Pierino Gavazzi          |
| 1981    | Gianbattista Baronchelli | Pierino Gavazzi          | Francesco Moser          |
| 1982    | Francesco Moser          | Gianbattista Baronchelli | Alfio Vandi              |
| 1983    | Alfons De Wolf           | Massimo Ghirotto         | Riccardo Magrini         |
| 1984    | Gianbattista Baronchelli | Bruno Leali              | Giuliano Pavanello       |
| 1985    | Ezio Moroni              | Giovani Mantovani        | Jens Veggerby            |
| 1986    | Claudio Corti            | Roberto Visentini        | Massimo Ghirotto         |
| 1987    | Renato Piccolo           | Claudio Chiappucci       | Roberto Pagnin           |
| 1988    | Ron Kiefel               | Silvano Contini          | Daniele Pizzol           |
| 1989    | Maurizio Fondriest       | Dimitri Konyshev         | Gianbattista Baronchelli |
| 1990    | Marco Saligari           | Marco Lietti             | Roberto Pagnin           |
| 1991    | Massimiliano Lelli       | Leonardo Sierra          | Giorgio Furlan           |
| 1992    | Giorgio Furlan           | Leonardo Sierra          | Gianni Faresin           |
| 1993    | Massimiliano Lelli       | Leonardo Sierra          | Stefano Della Santa      |
| 1994    | Francesco Casagrande     | Pascal Richard           | Massimo Ghirotto         |
| 1995    | Massimo Podenzana        | Denis Zanette            | Alberto Elli             |
| 1996    | non-disputé              | non-disputé              | non-disputé              |
| 1997    | Sergio Barbero           | Michele Bartoli          | Vladimir Poulnikov       |
| 1998    | Francesco Secchiari      | Stefano Faustini         | Massimo Donati           |
| 1999    | Luca Scinto              | Nicola Miceli            | Alessandro Spezialetti   |
| 2000    | Ruslan Ivanov            | Sergio Barbero           | Gianluca Bortolami       |
| 2001    | Gorazd Štangelj          | Pascal Hervé             | Pablo Lastras            |
| 2002    | Alexandr Shefer          | Paolo Bettini            | Giuseppe Palumbo         |
| 2003    | Rinaldo Nocentini        | Massimo Giunti           | Tadej Valjavec           |
| 2004    | Matteo Tosatto           | Alberto Ongarato         | Dimitri Konyshev         |
| 2005    | Daniele Bennati          | Mikhaylo Khalilov        | Marco Velo               |
| 2006    | Przemysław Niemiec       | Giuliano Figueras        | Vladimir Duma            |
| 2007    | Vincenzo Nibali          | Matteo Priamo            | Boris Shpilevsky         |
| 2008    | Mattia Gavazzi           | Francesco Chicchi        | Gabriele Balducci        |
| 2009    | Alessandro Petacchi      | Manuel Belletti          | Ruggero Marzoli          |
| 2010    | Daniele Bennati          | Marco Marcato            | Caleb Fairly             |
| 2011    | Daniel Martin            | Mauro Santambrogio       | Miguel Ángel Rubiano     |
| 2012    | Alessandro Ballan        | Carlos Betancur          | Valerio Agnoli           |
| 2013    | Mattia Gavazzi           | Ivan Rovny               | Taylor Phinney           |
| 2014    | Pieter Weening           | Jérôme Baugnies          | Roman Maikin             |
| 2015    | non-disputé              | non-disputé              | non-disputé              |
| 2016    | Daniele Bennati          | Sonny Colbrelli          | Giovanni Visconti        |
| 2017    | Guillaume Martin         | Giovanni Visconti        | Mattia Cattaneo          |
| 2018    | Gianni Moscon            | Romain Bardet            | Domenico Pozzovivo       |
| 2019    | Giovanni Visconti        | Egan Bernal              | Nikolay Cherkasov        |
| 2020    | Fernando Gaviria         | Ethan Hayter             | Biniam Girmay            |
| 2021    | Michael Valgren          | Alessandro De Marchi     | Diego Ulissi             |
| 2022    | Marc Hirschi             | Lorenzo Rota             | Daniel Martínez          |
| 2023    | Pavel Sivakov            | Richard Carapaz          | Felix Großschartner      |
| 2024    | Clément Champoussin      | Michael Storer           | Jordan Jegat             |